# Israr Ahmed
Israr Ahmed (en urdu: ڈاکٹر اسرار احمد; Hisar, 26 de abril de 1932 - Lahore, 14 de abril de 2010 MA, MBBS) fue un teólogo islámico, filósofo, médico y ulema pakistaní, cuyas obras y pensamiento le hizo tener muchos seguidores, particularmente en Asia del Sur, y también en la población musulmana del Sudeste Asiático, Medio Oriente, Europa Occidental y Norteamérica.
Fue el fundador de la organización islámica Tanzeem-e-Islami, una rama del partido político conservador Jamaat-e-Islami. Ahmed escribió y público 60 libros relacionados hacia diversos aspectos del islam y la religión, de los cuales nueve han sido traducidos al inglés.

## Primeros años y educación
Israr Ahmed nació el 26 de abril de 1932, en la ciudad de Hisar, ubicada en Punyab Oriental, que para aquel entonces era el Raj británico. Su padre era un funcionario del gobierno británico quién mudó su familia de Hisar hacia la ciudad de Montgomery, actual Sahiwal, Provincia de Punyab, Pakistán.
Después de graduarse de una escuela secundaria local, Ahmed se mudó hacia Lahore en 1950, para ingresar la Universidad de Medicina Rey Eduardo. En 1954, obtuvo su título de bachelor of medicine y bachelor en cirugía, por lo que comenzó a ejercer como médico. Además, obtuvo su maestría en estudios islámicos en 1965, en la Universidad de Karachi.
En 1950, se unió a Jamaat-e-Islami liderado por Abul Ala Maududi, pero renunció al partido en abril de 1957, debido a que el partido decidió involucrarse en la política nacional por la vía electoral, por lo que Ahmed creía que ello era irreconciliable con la metodología revolucionaria adoptada por el Jama'at previo a la independencia del país en 1947. Su interés por el islam y la filosofía se acrecentaron profundamente, y posteriormente se trasladó hacia Karachi, Provincia de Sind durante la década de 1960, donde ingresó a la Universidad de Karachi.

## Obra

### Literatura y filosofía
En 1967, Ahmed escribió y publicó su obra filosófica más célebre, Islamic Renaissance: The Real Task Ahead (Renacimiento islámico: La verdadera misión por delante), en la que explicó brevemente la idea abstracta del sistema de califato. Entre los temas de su obra abordaba sobre la revitalización del imán, y la importancia de la fe entre los musulmanes en general y la inteligencia en particular. Su solución consistía en enseñar el Corán bajo un idioma contemporáneo, y que cuente con el respaldo de un altísimo nivel de erudición. Al comentar sobre aspectos científicos, Ahmed escribió que ''este compromiso eliminaría la dicotomía existente entre las ciencias físicas y naturales modernas por un lado, y el conocimiento islámico revelado por el otro."
Ahmed criticaba la democracia moderna y el sistema electoral prevaleciente, y argumento que el jefe de un estado islámico podría rechazar gran parte de las decisiones tomadas por una asamblea electa. Ahmed fue galardonado con el Sitara-i-Imtiaz en 1981. También escribió más de 60 libros en lengua urdu, los cuales abordaban temas desde el islam hasta la situación general de Pakistán, y de ellos, nueve han podido ser traducidos al inglés y en otros idiomas.

## Salud
En octubre de 2002, Ahmed renunció al liderazgo de Tanzeem-e-Islami, por problemas de salud. Hafiz Akif Saeed es el actual emir de Tanzeem a quién todos los rufaqaa del grupo renovaron su promesa de Baiyah.

## Influencias
Al igual que Wahiduddin Khan, Naeem Siddiqui y Javed Ahmad Ghamidi, Ahmed también trabajó estrechamente con el ulema Abul Ala Maududi (ortografía alternativa Syed Maudoodi; a menudo referido como Maulana Maududi) (1903–1979) y Amin Ahsan Islahi. Sus partidarios describen su visión del islam como sintetizada a partir de diversas fuentes. Ahmed también reconoció como "profunda influencia" hacia Shah Waliullah Dehlawi, un líder islámico, ulema, jurista y activista anticolonial hindú del siglo XVIII.
"En el contexto de la exégesis y comprensión del Corán, Ahmed fue un firme tradicionalista del género de Mehmood Hassan Deobandi y Allama Shabbir Ahmed Usmani; sin embargo, presentaba las enseñanzas del Corán de una manera científica e ilustrada". Ahmed creía en lo que él llamaba ''pensamiento revolucionario islámico'', el cual consisten en la idea de que el islam – las enseñanzas del Corán y el Sunna - tenía que estar implementado en las esferas políticas, económicas, sociales, culturales y jurídicas de la vida. En este punto, afirmó ser seguidor de Mohammad Rafiuddin y Muhammad Iqbal. Se dice que el primer intento de actualizar este concepto fue realizado por Abul Kalam Azad a través de partido de corta duración, Hizbullah (no cofundirlo con el grupo terrorista). Otro intento estuvo realizado por el mismo Sayyid Abul Ala Maududi a través de su partido Jamaat-e-Islami, de orientación fuertemente conservadora. A pesar de que  Jamaat-e-Islami había logrado cierto nivel de influencia, Ahmed renunció al partido en 1959, cuando se enteró de que el partido se integrada al proceso electoral, y consideró que aquella involucracian llevaría a la ''degeneración de un partido revolucionario islámico puro a un partido político más.

## Tanzeem-e-Islami
Al ser miembro original de Jamaat-e-Islami, Ahmed se decepcionó con su actividad electoral, ''asuntos de importancia política'', y lo que vio como una ''falta de esfuerzo en crear un renacimiento islámico a través del proceso revolucionario.'' Él y otros individuos renunciaron al partido, y en 1956, fundaron el núcleo de Tanzeem-e-Islami, como un intento de crear una ''organización disciplinaria''. "Se aprobó una resolución de la que posteriormente se convertiría en la Declaración de Misión del Tanzeem-e-Islami."
Junto con su labor para revivir "la perenne filosofía islámica enfocada en el Corán y su visión del mundo", Israr Ahmed tenía como objetivo que su partido "reformara la sociedad de manera práctica con el objetivo final de establecer un verdadero Estado Islámico, o un Sistema de Califato".
Un importante periódico pakistaní de habla inglesa comentó sobre su pensamiento en relación con la democracia moderna y el sistema electoral, "Como crítico de la democracia moderna y el sistema electoral, el Dr Israr creyó que el jefe de un estado islámico podía rechazar la mayoría de las decisiones tomadas por una asamblea electa."

### Hizb ut-Tahrir
De acuerdo a las preguntas frecuentes que se realiza a Tanzeem-e-Islami, si bien tanto ellos como el grupo panislamista Hizb ut-Tahrir comparten la creencia de revivir el califato como un medio de implementar el islam en todos los ámbitos de vida, Tanzeem-e-Islami no apoyaba la idea de involucrarse en la política electoral, optar por la vía armada o un golpe de Estado para establecer un califato, y además no poseían una agenda detallada sobre los trabajos para un futuro califato. Tanzeem-e-Islami enfatiza que el imán (fe) entre los musulmanes debe ser revivido como ''una porción significativa de la sociedad musulmana'' antes de que pueda hacer un renacimiento islámico.

### Abul Ala Maududi
Si bien Israr Ahmed ''se considera un producto'' de las enseñanzas del ''concepto integral y holístico de las obligaciones islámicas'' de Abul Ala Maududi, él rechazó l ''inmersión'' de Jamaat-e-Islami hacia ''la arena de la política del poder'', lo cual consideraba como ''desastroso''.

### Peligro ante potencias extranjeras
En respuesta al estado de emergencia de Pakistán en 2007, Ahmed pidió que se levantara la emergencia, se reincorporaran los jueces de la Corte Suprema, se retiraran todas las acciones tomadas en cumplimiento a la proclamación de emergencia y la ley de Orden Constitucional Provisional, y exigió la renuncia del Presidente Pervez Musharraf.
En una conferencia de prensa televisada, Israr Ahmed pidió la renuncia de Pervez Musharraf, tanto como Presidente de Pakistán como Jefe del Estado Mayor. También apeló de que el mandatario levantara el estado de emergencia y se retirara para los mayores intereses de la nación. En los canales noticiosos de televisión, Ahmed también pronosticó y advirtió que, "si la situación empeora, las fuerzas de la OTAN estarán esperando en el frente occidental para marchar hacia Pakistán, y quizás privar al país de sus ventajas nucleares mientras que en el frente oriental, India estará listo para reactivar sus acciones de la Guerra indo-pakistaní de 1971, y han alertado a sus fuerzas armadas para intervenir en caso de que haya amenazas para la paz en la región."

## Críticas y controversia
En 2006, el periódico canadiense National Post citó a Ahmed, cuando dijo "el renacimiento islámico comenzará en Pakistán (...) porque el mundo árabe está viviendo bajo la subyugación. Solo la región de Pakistán posee el potencial de enfrentarse ante los infames diseños de los agentes  e potencias globales, y de resistir las crecientes oleadas de la hegemonía judío/sionista.''
Asia Times informó que en septiembre de 1995, durante la convención anual de la Sociedad Islámica de Norteamérica, Ahmed dijo lo siguiente: "El proceso del resurgimiento del islam en diferentes partes del mundo es real. Pronto se desatará un enfrentamiento entre el mundo musulmán y el mundo no-musulmán, el cual ha estado controlado por los judíos. La Guerra del Golfo es solo un ensayo para el conflicto que se avecina." Hizo un llamado a todos los musulmanes del mundo, incluyendo quienes viven en Estados Unidos,  a que se prepararan para ese futuro conflicto.

## Muerte y legado
Israr Ahmed falleció en la mañana del 14 de abril de 2010, a la edad de 78 años, luego de sufrir un ataque cardíaco en su residencia en Lahore. En 2002, dado a problemas de salud, había renunciado a su liderazgo del Tanzeem-i-Islami. Según su hijo, se deterioró alrededor de la 1:30 de la madrugada con dolores en la espalda. Ya desde hacía mucho tiempo que padecía complicaciones del corazón. Le sucedió su esposa y nuevo hijos (cuatro varones y cinco mujeres).
Tras su muerte, un importante periódico pakistaní de habla inglesa escribió: "Fundador de varias organizaciones como Anjuman-i-Khuddamul Quran, Tanzeem-i-Islami y Tehrik-i-Khilafat, y tuvo seguidores en Pakistán, India y los países del Golfo, especialmente en Arabia Saudita. Pasó casi cuatro décadas de su vida en intentar despertar el interés en la filosofía islámica basada en el Corán."

## Premios y reconocimiento
- Sitara-i-Imtiaz (Estrella de la Excelencia): premio otorgado por el Presidente de Pakistán en 1981 por sus servicios en el campo de la instrucción religiosa.[1][4]